# Rhodophthitus thapsinus
Rhodophthitus thapsinus är en fjärilsart som beskrevs av Louis Beethoven Prout 1931. Rhodophthitus thapsinus ingår i släktet Rhodophthitus och familjen mätare. Inga underarter finns listade.